# مرقئة كندية
بلان مخزني، عرق الدم أو مرقئة كندية (الاسم العلمي: Sanguisorba canadensis) (بالإنجليزية: Canadian burnet)‏ هو نوع من النباتات يتبع جنس المرقئة من الفصيلة الوردية.